# مكتبة مينونايت التاريخية
تعد مكتبة مينونايت التاريخية (MHL) المجموعة الكاملة والأكثر شهرة في العالم من الموارد والتحف المتعلقة بمينونايت ومجموعات تجديدية العماد ذات الصلة، كما وأنها تقع في حرم كلية جوشين في إنديانا.

## التأسيس
تم تأسيس المكتبة المتخصصة في عام 1906 بتوجيه من Harold S. Bender و Ernst Correll.  المؤرخ جون د. روث هو المخرج الحالي.

## تاريخ

### الأعوام المبكرة
في 13 يونيو 1906 ، أصدرت جمعية خريجي كلية جوشن بالإجماع قرارًا لإنشاء مكتبة مينونايت التاريخية في الحرم الجامعي، وبالفعل في ذلك التاريخ كان الخريجون ملتزمين بتعزيز تراث نشر السلام بمينونايت والذي لا يزال يوضح الغرض من كلية جوشن والتي تتميز بطابعها، وقد يكون الاقتراح قد نشأ مع سي. هنري سميث وهو أستاذ التاريخ في الكلية في ذلك الحين.
وعمل سميث مع اللجنة التنفيذية لجمعية الخريجين في لجنة اختيار الكتب للمكتبة المقترحة، وبحلول شهر يونيو التالي ، من أصل أرباح المنح والبالغة 82.50 دولارًا ، أنفقت الجمعية 33.88 دولارًا منها لرعاية نمو مجموعة الرضع.
وبعد ست سنوات ، لم يمض وقت طويل على مغادرة سميث لما يُعرف الآن بجامعة بلافتون، وقدمت جمعية الخريجين رسميًا المجموعة ، التي بلغ عددها حوالي 80 مجلدًا إلى كلية جوشين، ومن بين المجلدات الأولى كان هناك طبعة 1771 من Dordrecht Confession of Faith في الترجمة الفرنسية.  جرد لأرشيف مينونايت في أمستردام ؛  م.  تاريخ ويديل العام باللغة الألمانية عن المينونايت (أول كتاب كتب ونشر في أمريكا) ؛  وكتاب هيلين Reimensnyder مارتن تيلي ، خادمة مينونايت.  نمت المجموعة بشكل متواضع فقط خلال العقد التالي، وهي فترة اضطراب للكلية.  واحدة من أقدم المجموعات المؤسسية في أمريكا الشمالية لمواد Anabaptist Mennonite ، وقد نما الأرشيف على مدار القرن الماضي لتكسب حقًا الوصف، الذي تم منحه قبل الأوان بواسطة كتالوجات Goshen المبكرة ، باعتباره «واحدًا من أكثر المجموعات قيمة من نوعه في أمريكا».

### مجتمع مينونايت التاريخي
بعد إغلاق لمدة عام واحد ، أعيد افتتاح كلية جوشين في خريف عام 1924 برؤية جديدة لجعل المؤسسة مركزًا للدراسة الأكاديمية لتراثها الطائفي من أجل تثقيف القادة من أجل مستقبل كنيسة مينونايت. و كان الأساتذة الشباب هارولد س. بندر ، وإرنست كوريل ، وجاي هيرشبيرجر من بين أولئك الناشطين في تعزيز التجديد المتزامن لجمعية مينونايت التاريخية بالكلية، وكان الطلاب وأعضاء هيئة التدريس والعديد من الخريجين والأصدقاء جزءًا من ميثاق مجموعة إعادة التشكيل المكون من 42 عضوًا في عام 1924. فكانت أنشطة المجتمع وقادته أساسية في تحويل رفوف MHL العديدة للمواد ذات الصلة بالموضوع إلى مورد شامل لدراسة Anabaptist-  تاريخ مينونايت وحياته وفكره.
وعلى مدى السنوات الخمس التالية ، أطلقت الجمعية كلاً من مجلتها العلمية «المراجعة الفصلية لمينونايت» وسلسلة دراساتها، دراسات في Anabaptist و تاريخ مينونايت لربع القرن التالي، وكان المجتمع مصدر التمويل الأساسي لنمو MHL.

### بناء المجموعة
طوال تاريخها ، اعتمدت MHL على دمج التبرع والشراء لبناء مقتنياتها، وفي يونيو 1906 تلقت كلية جوشين 1534 إنجيلاً كهدية بترجمة زيورخ (Froschauer) والتي فضلها قائلون بتجديد العماد في سويسرا وألمانيا الجنوبية على الترجمة الأكثر انتشارًا وهي لوثر. ،واحدة من أكثر القطع قيمة في المكتبة، وهي النسخة الوحيدة المعروفة من طبعة 1564 (الأولى المتبقية) من Ausbund ، وهي ترنيمة Anabaptist لا تزال تستخدم من قبل الأميش، وتم شراؤها بمقابل 10 دولارات في عام 1928 في مكتبة Harrisburg ، بنسلفانيا.
منذ البداية ، أدرجت مقتنيات MHL أجزاء مهمة من مجموعات أمريكا الشمالية السابقة مثل تلك التي جمعها ناشر مينونايت والأسقف جون إف فونك والمؤرخ جون هورش ، الذي جمع الكتب لعمله مع دار مينونايت للنشر ولجنة مينونايت التاريخية.
ولاحقاً أعطت أجزاء من عدة مجموعات أوروبية (على سبيل المثال ، كريستيان هيج من ألمانيا و دبليو جيه كولر من هولندا) عمقًا مهمًا لمقتنيات المكتبة.  فتبرع العديد من الكتاب والناشرين بشكل منتظم بنسخ إيداع من منشوراتهم ، ولا سيما Herald Press / Faith & Life Resources and Pathway Publishers (التي تديرها Old Order Amish) التابعة لشبكة مينونايت للنشر.  وكانت المساهمات أيضًا حاسمة في جهود المكتبة للحفاظ على الاستحواذ الشامل للمواد المنشورة حديثًا، فساعد تبادل المواد مع المجموعات الشقيقة ، مثل مكتبة ومحفوظات مينونايت التابعة لكلية Bethel College (شمال نيوتن ، كانساس) ، ومكتبة Menno Simons في جامعة (Eastern Mennonite Harrisonburg ، فيرجينيا) ، ومكتبة التراث التاريخية (Aylmer ، أونتاريو) ، على توسيع مقتنيات MHL  ما وراء شريحة المينونايت السويسرية الجنوبية-الألمانية القديمة التي لا تزال تميز قوتها الأساسية.
وبالإضافة إلى المواد المطبوعة ، تضمنت مجموعة MHL منذ فترة طويلة «أشياء ذات أهمية تاريخية» - بدءًا من الألحف إلى الألعاب إلى الأثاث، وبالرغم من أن المكتبة في وقت سابق جمعت أيضًا عناصر مخطوطة ، إلا أن معظمها الآن تحت رعاية محفوظات كنيسة مينونايت بالولايات المتحدة الأمريكية ، والتي ظلت لفترة طويلة تحت سقف مشترك مع MHL ، ولا تزال موجودة في حرم جوشن، فالتمييز بين مجموعة المحفوظات من السجلات غير المنشورة وتركيز MHL على المواد المنشورة يضيع بسهولة على المستخدمين - الذين يستفيد الكثير منهم من زيارة كلتا المجموعتين.  من الواضح أن التقارب الوثيق بين المؤسستين يعزز كل مجموعة.

### إيجاد موطن
في عام 1927 تمت إزالة MHL من مكتبة الكلية العامة إلى غرفتها الخاصة في الطابق الثالث من مبنى إدارة كلية جوشن ؛  وبعد فترة وجيزة ،تم نقله إلى غرفة أكبر يسهل الوصول إليها في الطابق الأول من نفس المبنى. أما في عام 1940 أصبحت MHL أول شاغل للمكتبة التذكارية التي تم تشييدها حديثًا بكلية جوشن، مع مجموعات ومساحات عمل منفصلة عن مجموعة مكتبة الكلية الرئيسية، ومن ثم تم تحديد موقع الأرشيف بالقرب من MHL ، كما كان أيضًا في عام 1960 عندما انتقل كلاهما إلى المرفق الجديد لمدرسة جوشن التوراتية (المعروفة الآن باسم مركز الوافدين الجدد).  وفي عام 1967 انضمت MHL إلى مكتبة الكلية في مقرها الحالي ، الطابق الثالث من Harold and Wilma Good Library.
أما اليوم فتحتل MHL حوالي 60 بالمائة من الطابق الثالث،  بالإضافة إلى المساحة العامة وغرفة الكتب النادرة الآمنة في الطرف الشمالي ، توجد أجزاء من المجموعة في منطقة تخزين في الطرف الجنوبي من الأرضية.  تم تسمية غرفة الندوات تكريماً للمؤرخ جون هورش وتضم أعمال القرنين التاسع عشر والعشرين والتي كانت جزءًا من المجموعة التي شكلها هورش في سكوتديل بولاية بنسلفانيا.  الهدف الحالي هو تحويل منطقة العمل إلى غرفة تخزين القطع الأثرية.

### أبرز الإنجازات
توفر مجموعة MHL والتي تضم الآن أكثر من 75000 مجلد ، المواد اللازمة لمجموعة متنوعة رائعة من الأنشطة الأكاديمية الفردية - بدءًا من أوراق الفصل الدراسي بالمدرسة الثانوية إلى أطروحات الدكتوراه. واعتمدت مشاريع الشركات الكبرى مثل The Mennonite Encyclopedia و Hans J. Hillerbrand's Anabaptist Bibliography و Nelson P. Springer و AJ Klassen's Mennonite Bibliography اعتمادًا كبيرًا على الوصول إلى مجموعة MHL الشاملة من المواد.
في ثمانينات القرن الماضي، مولت منحتان متتاليتان من الوقف الوطني للعلوم الإنسانية (NEH) والتي بلغ مجموعهما أكثر من 290.000 دولار عملية إعادة فهرسة احترافية لمعظم كتب MHL.  في ذلك الوقت، وقد كانت هذه المنح من بين أكبر كلية تلقتها جوشن على الإطلاق. فيسمح العمل المنجز من خلال تمويل المنحة الآن بالوصول الدولي الجاهز إلى المعلومات حول مقتنيات MHL من خلال واجهة الكتالوج على الإنترنت. أما في عام 1991 ، تلقت MHL منحة أخرى بقيمة 57000 دولارًا أمريكيًا من NEH للميكروفيلم لدوريات Mennonite المبكرة في أمريكا الشمالية ، وفي عام 1998، حصلت على منحة قدرها 373000 دولار من مؤسسة ليلي لدراسة مجموعات الأميش والنظام القديم في إنديانا.
وعلى مدار العشرين عامًا الماضية ، دعمت MHL مجموعة متنوعة من المعروضات التي تعرض موادها الخاصة بالإضافة إلى العناصر التي تنتمي إلى مجموعات المتاحف الخاصة أو مجموعات المتاحف الأخرى.  كشريك في Martyrs Mirror Trust، وتعاونت MHL مع متحف كوفمان (شمال نيوتن ، كانساس) لإطلاق معرض متنقل يعتمد على قصص الشهداء المصورة في النصوص والرسوم التوضيحية لطبعة 1685 من مرآة الشهداء، ومنذ عام 1990 ظهر المعرض في أكثر من 60 موقعًا في 22 ولاية أمريكية وخمس مقاطعات كندية في معرض فنون المكتبة الجيدة، ساعدت MHL في إقامة أكثر من اثني عشر معروضًا خدم الحرم الجامعي والمجتمع.  تشمل الموضوعات المتنوعة لهذه المعروضات الألعاب والألعاب، وألحفة أسرة الأميش ،وعروض كلية جوشين المئوية ، والعروض الفنية الفردية ، و Fraktur (الكتابة الزخرفية) ، والأثاث.

### الدائرة الإنتخابية
وتواصل MHL التركيز على الرؤية الأصلية لتوفير مصادر لدراسة التراث Anabaptist-Mennonite وتدريب الشباب المستمر،   فيساعد أعضاء هيئة التدريس الطلاب وأعضاء هيئة التدريس في كلية جوشن و AMBS والمؤسسات الأخرى جنبًا إلى جنب مع الباحثين المستقلين الذين يرغبون في استكشاف أي موضوع يتعلق Anabaptists-Mennonite والمجموعات ذات الصلة.

## روابط خارجية
- الموقع الرسمي